# Strojnica
Strojnica ili ponekad mitraljez je automatsko streljačko oružje koje je u stanju u kratkom periodu ispaliti nekoliko uzastopnih hitaca (rafal). Najsnažnije je brzometno oružje, kalibra do 15 mm, u naoružanju svih rodova vojske. Od ostalog automatskog oružja istih kalibara razlikuje se po postolju koje mu osigurava stabilnost pri uporabi. Prvu automatsku strojnicu nazvanu Maximov top konstruirao je Hiram Maxim 1884. godine.

## Etimologija
Ime oružja dolazi od Mitrailleuse, jednog od prvih modela koga su Francuzi bez nekog velikog uspjeha primijenili u francusko-pruskom ratu. Kasniji modeli, pogotovo Maxim, su se pokazalo daleko efikasnijim u Prvom svjetskom ratu te se upravo njima često pripisuje veliki broj ljudskih žrtava.
Strojnice se najčešće, s obzirom na težinu, domet ili kalibar dijele na:
- lake ili puškomitraljeze;
- srednje (ponekad nazvane mitraljezima opće namjene);
- teške
- superteške, najčešće korištene kao protuzračnu obranu.

## Primjeri povijesnih modela
- Hotchkiss M1914, strojnica s kraja 19. st.
- St. Étienne M1907
- Nordenfeltov top, povijesni model
- Puckleov top, povijesni model
- Colt Model 1895
- Madsen